# Farjan (Qubadli)
Farjan est un village de la région de Qubadli en Azerbaïdjan.

## Histoire
Le nom ancien du village était "Saralli Farjan".
En 1993-2020, Farjan était sous le contrôle des forces armées arméniennes. En 2020, le village de Farjan a été restitué sous le contrôle de l'Azerbaïdjan.